# Théodore Dubois
Clément François Théodore Dubois, född den 24 augusti 1837 i Rosnay (departementet Marne), död den 11 juni 1924 i Paris, var en fransk musiker.
Dubois var elev till Ambroise Thomas vid konservatoriet i Paris, belönades med stora Rompriset 1861, blev 1871 organist vid Madeleinekyrkan, samma år professor i harmoni och 1891 i komposition vid Pariskonservatoriet samt var 1896-1906 detta läroverks föreståndare. Han blev 1897 ledamot av Musikaliska akademien i Stockholm.
Dubois vann som tonsättare erkännande i synnerhet med orkesterstycken och körverk. Han komponerade bland annat oratorierna Les sept paroles du Christ (1867) och Le paradis perdu (1878, belönat med staden Paris stora pris), mässor, motetter, kantater och "lyriska scener", orkestersviter, Jeanne d'Arcs marsch, pianostycken och bland annan scenisk musik de stora operorna Aben Hamet (1883) samt Frithjof (1892). Dubois musik röjer ett visst inflytande av nytyska skolan.